# Gamelle (récipient)
Pour les articles homonymes, voir Gamelle.

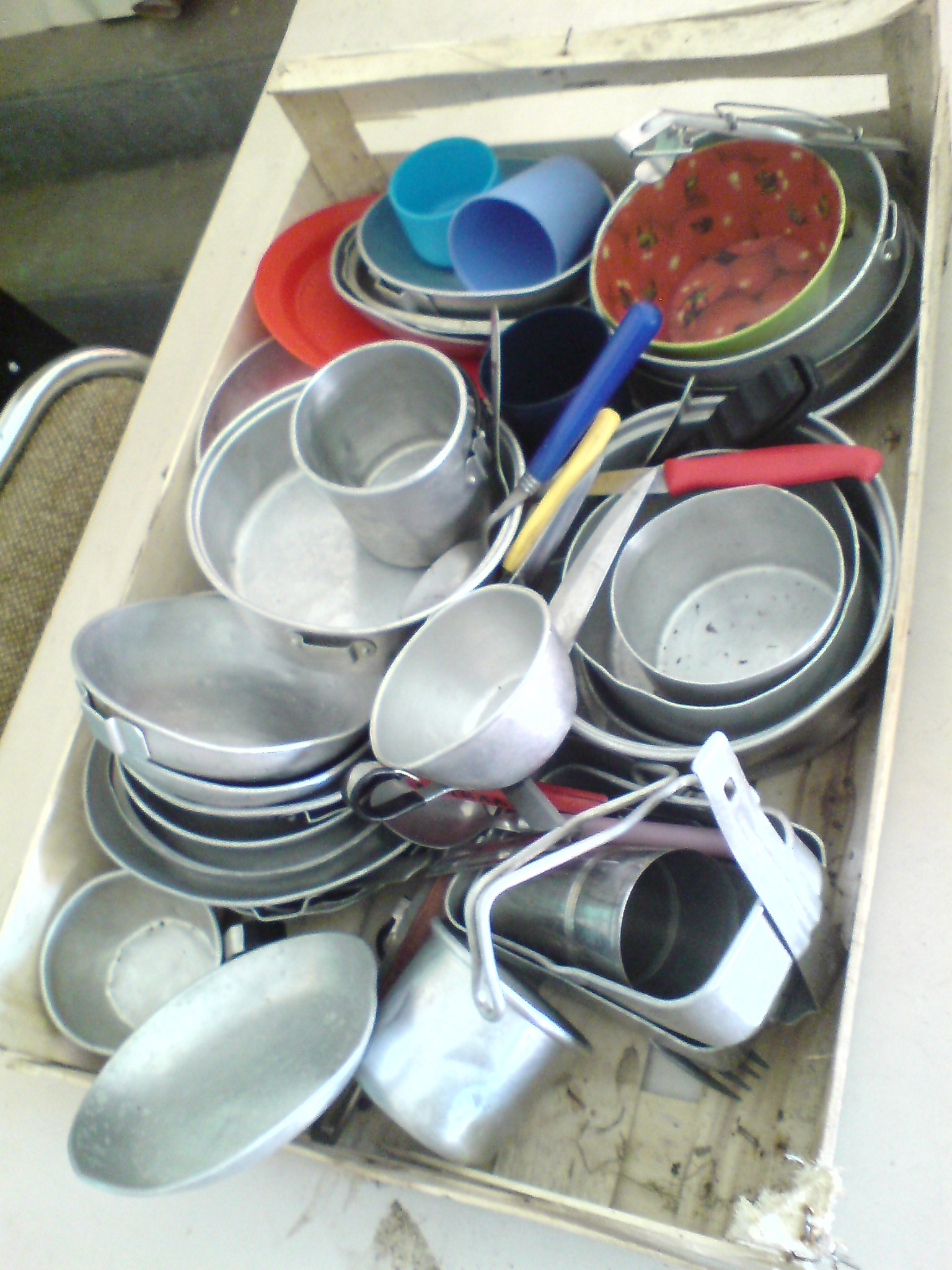
Diverses gamelles en aluminium.

Une gamelle est un récipient, généralement métallique, destiné à préparer, transporter ou manger des aliments lors de circonstances où il n'est pas envisageable d'employer les ustensiles habituellement utilisés au foyer.

## Histoire
Dérivé du latin gamella, le mot « gamelle » apparaît au XVIe siècle et désigne d’abord la large écuelle de bois ou de métal dans laquelle soldats ou matelots mangeaient ensemble. Les expressions « être à la gamelle » et « manger à la gamelle », par métonymie, signifient manger à l'ordinaire.
La gamelle est aussi l’écuelle individuelle, munie d'un couvercle, servant à préparer ou chauffer un plat ou à transporter une ration ou un repas ; celle, à hauts bords, qui comporte deux compartiments pour servir séparément viandes et légumes, est le « gamelot ».

Une cantine et diverses gamelles et  d'origine militaire.
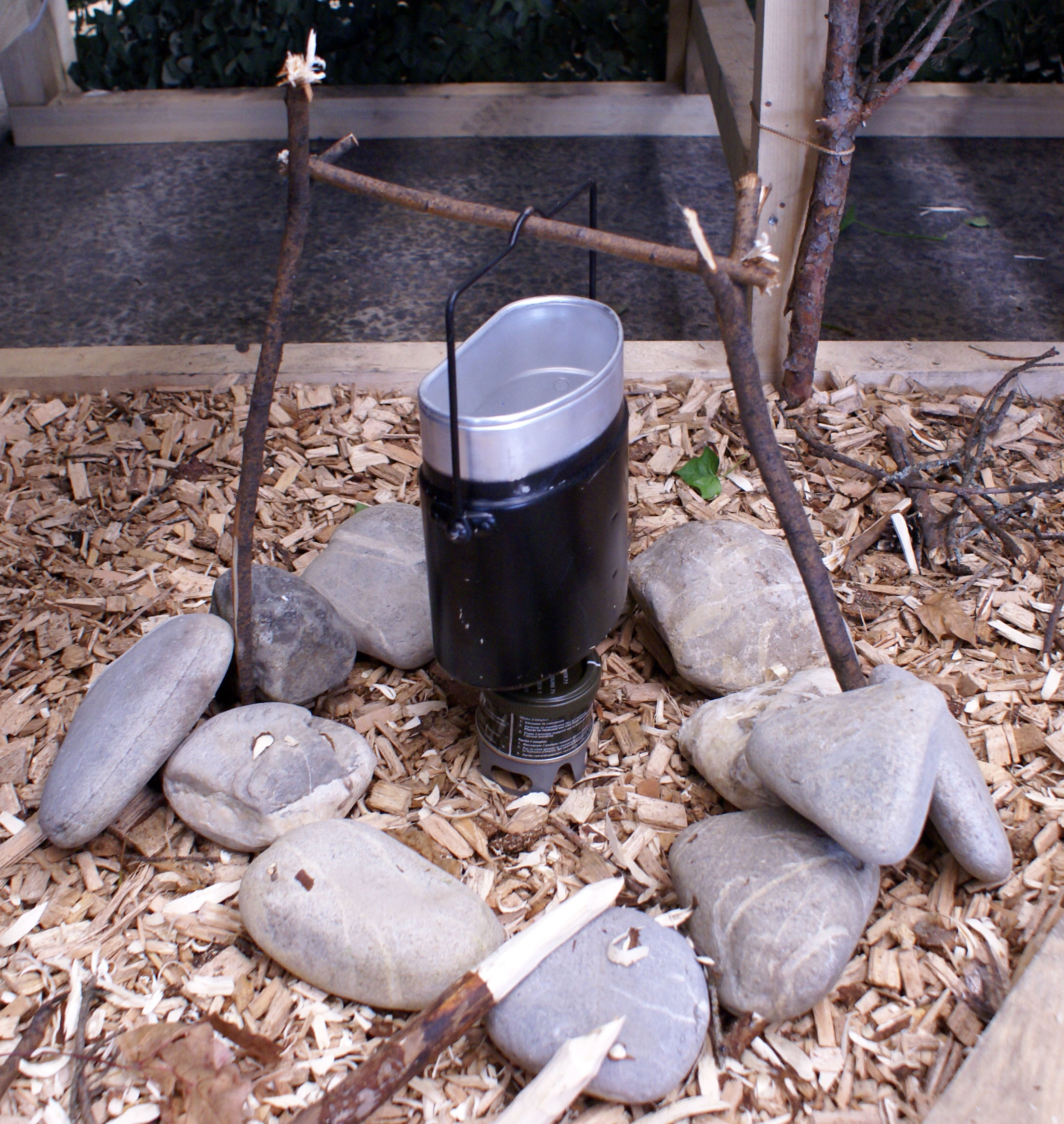
Gamelle actuelle de l'armée suisse avec réchaud Sterno.
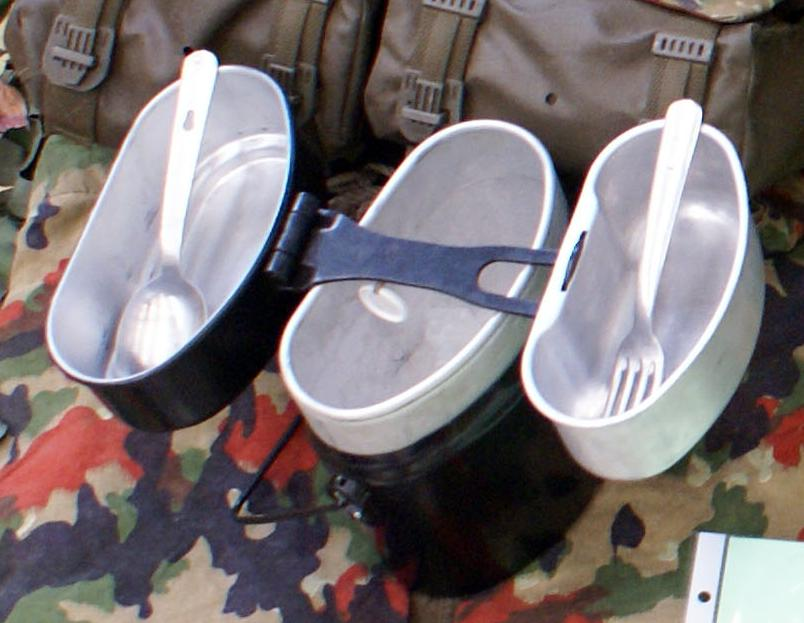
Gamelle de l'armée suisse.
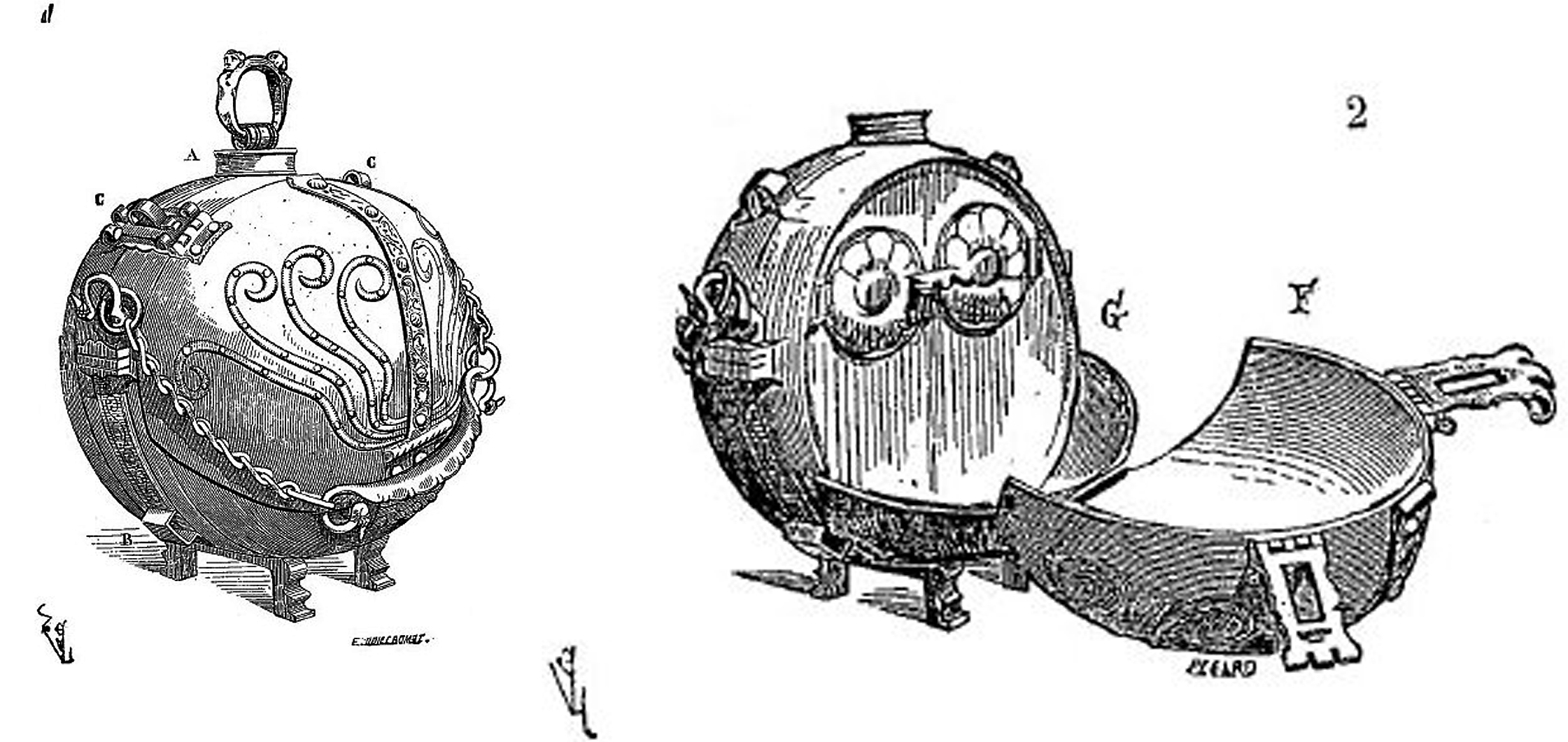
Cantine XVIIe siècle du musée de Cluny [2].
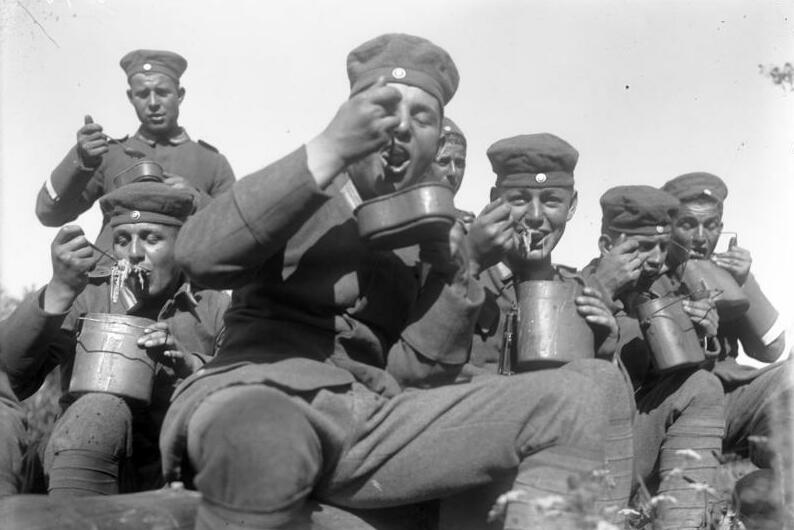
Soldats de la Reichswehr en 1932.
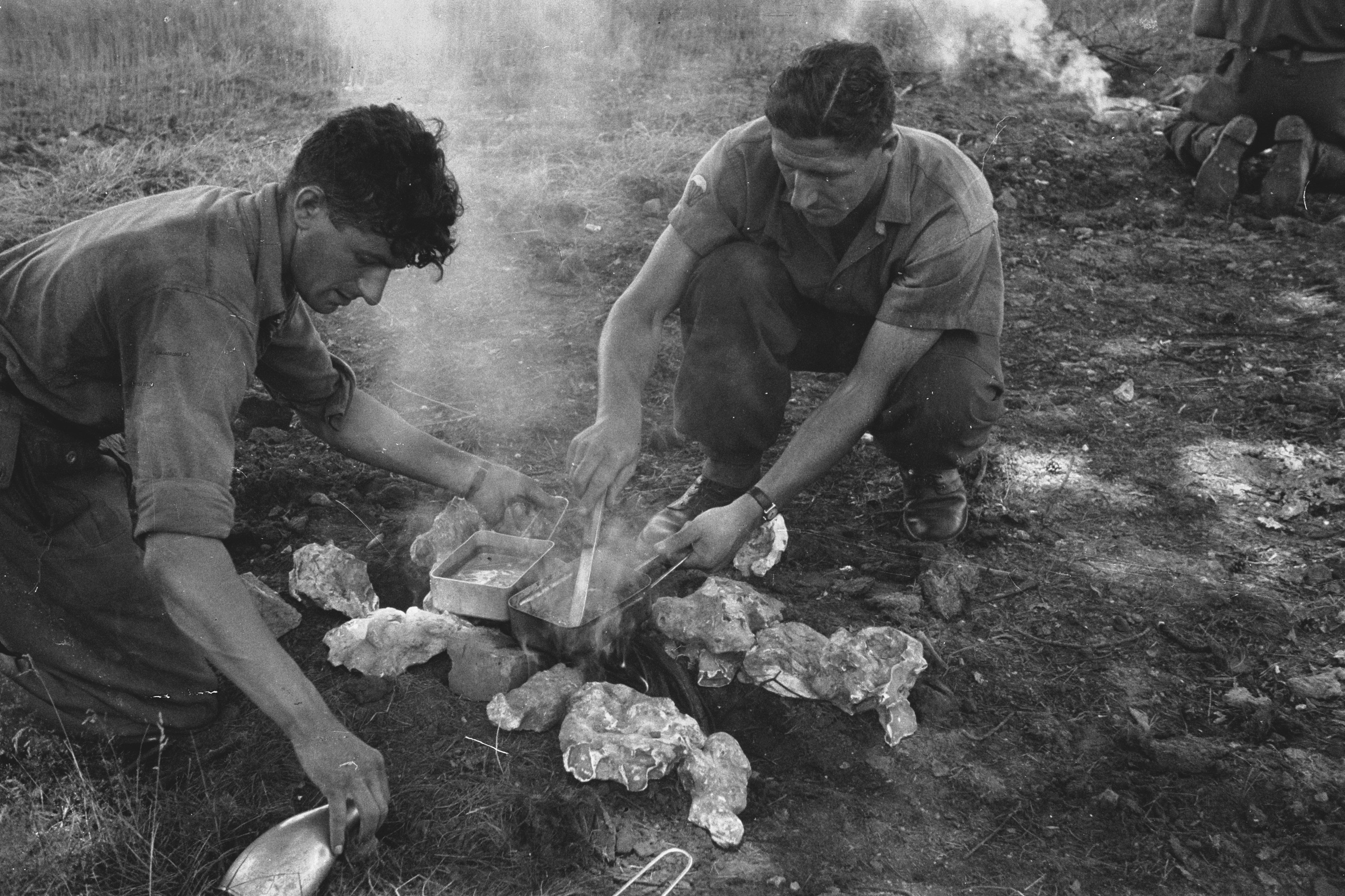
Soldats de l'armée néerlandaise de libération réchauffant leur gamelle en 1943 en manœuvres en Grande-Bretagne.

## Utilisation  courante
La gamelle a souvent été un récipient indispensable après son usage avec les « popotes » de l'armée avec ses cantinières. En fer blanc au XVIIe siècle, puis émaillée XVIIIe siècle, puis en aluminium au XXe siècle, elle a longtemps servi à transporter la nourriture préparée à la maison (généralement par la mère, la sœur ou l’épouse) sur le lieu de travail, chantier, atelier aussi bien pour les ouvriers que les ouvrières.
La gamelle n’est pas l’apanage de l’homme, les femmes aussi l’utilisent, comme mode de transport ou comme récipient à manger, mais souvent pour des plats préparés à la maison.
La gamelle peut aussi être un repas froid ou chaud si l’on peut le faire réchauffer sur le poêle de la classe ou à la cantine, ou qu’il soit réchauffé au bain-marie dans d’autres cas.

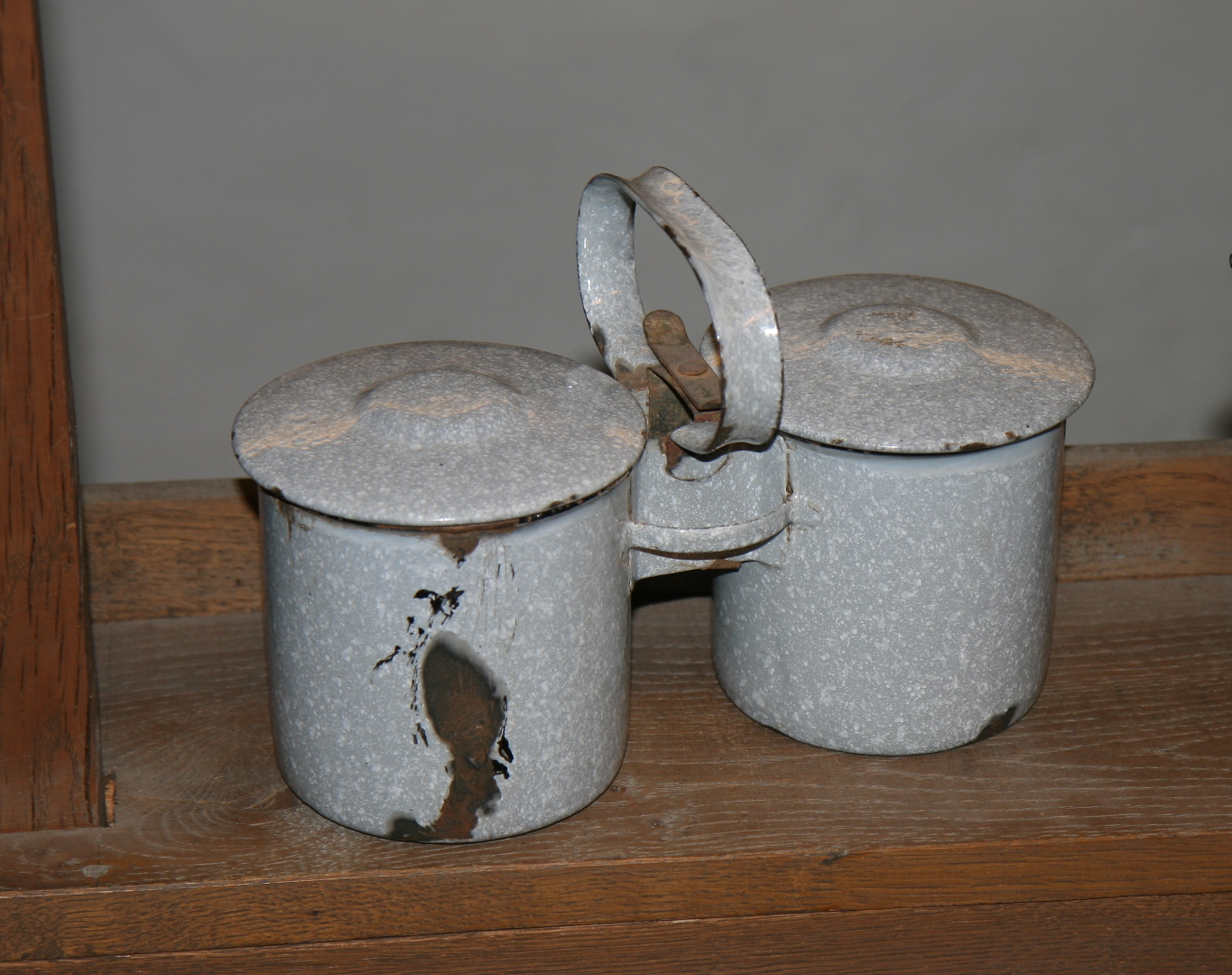
Gamelot, double gamelle en tôle émaillée.
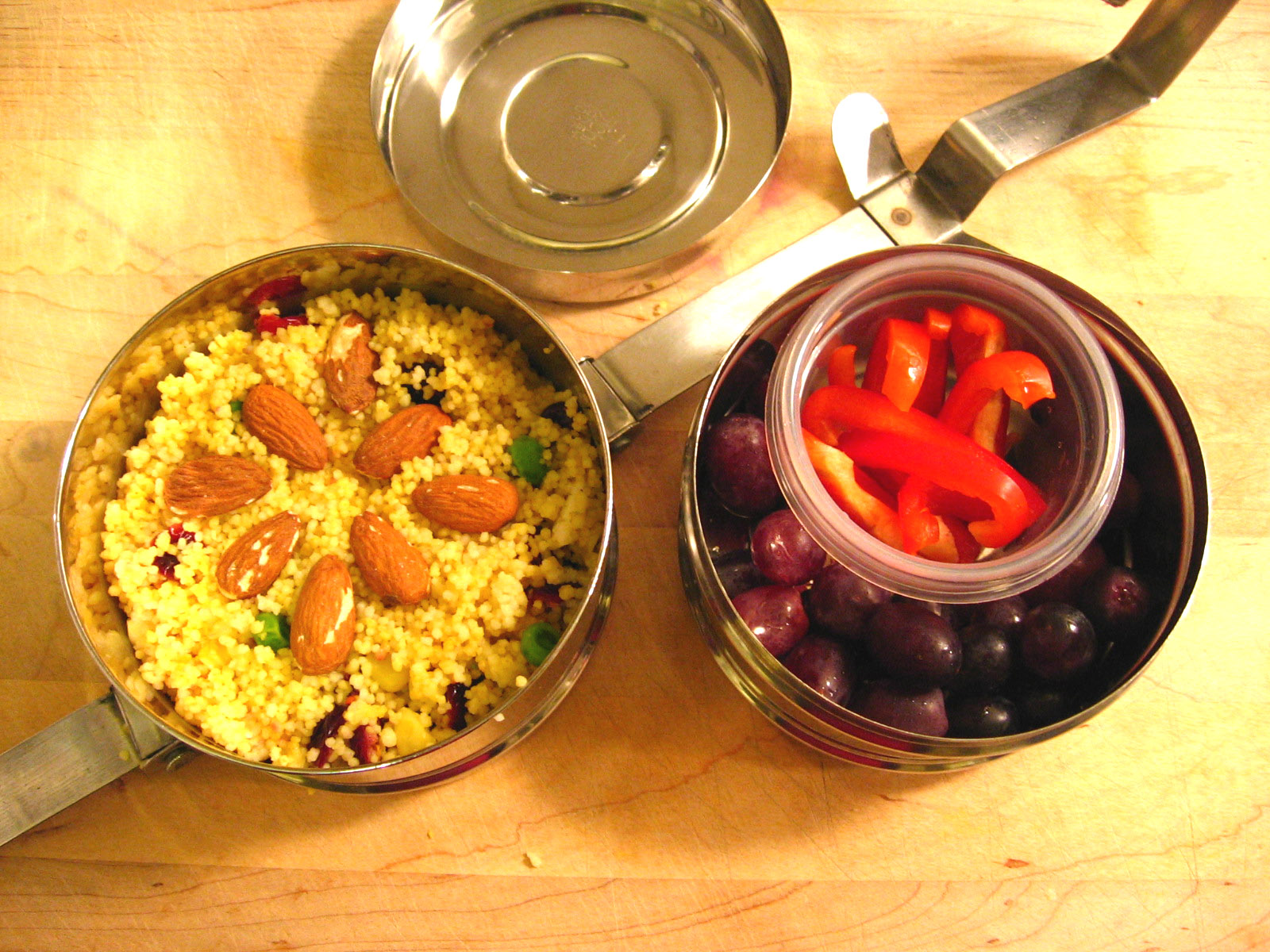
Gamelle métallique ouverte et garnie.
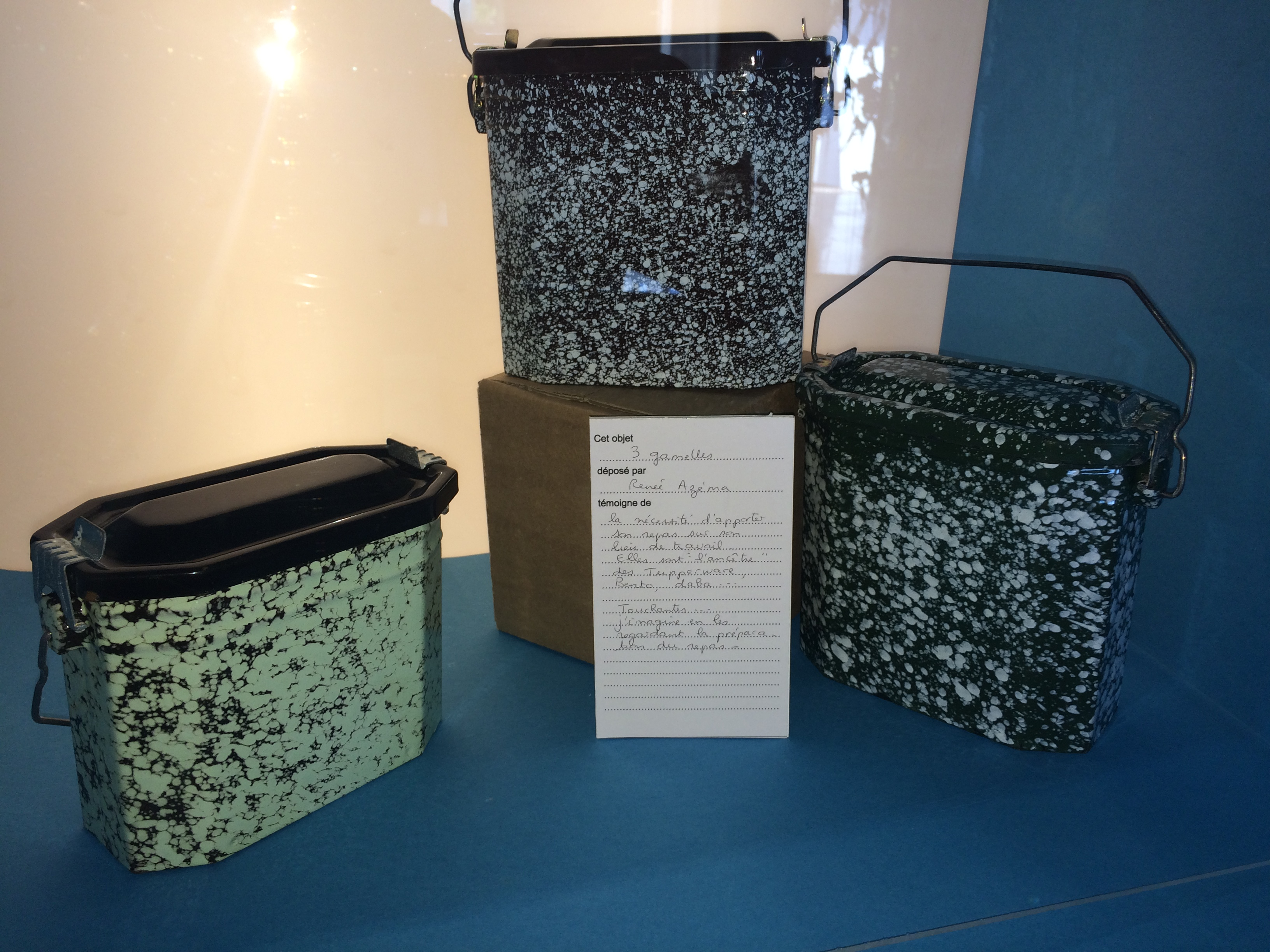
Trois gamelles d'ouvrier, années 1960.
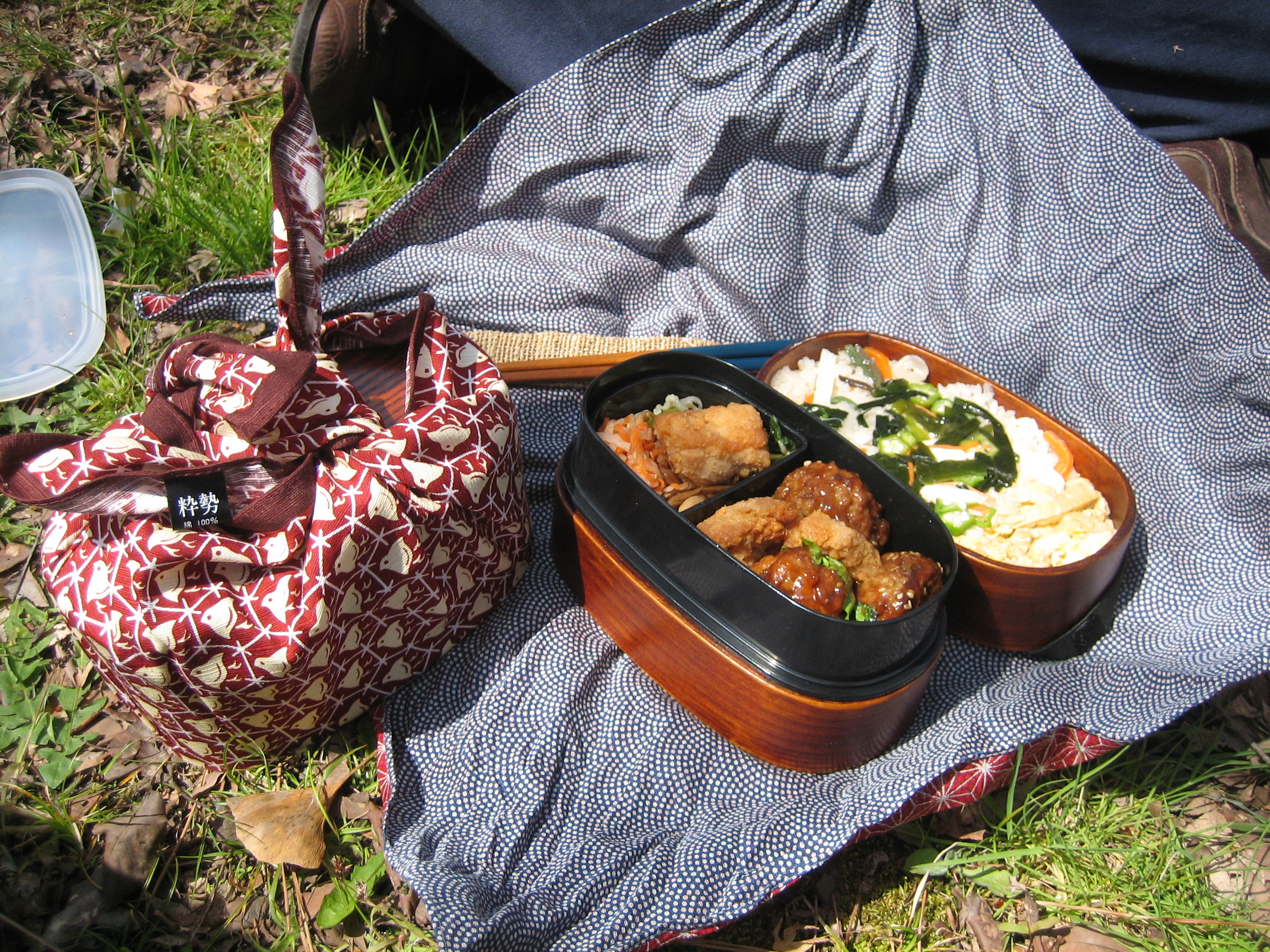
Bentō bako entourée d'un furoshiki (pièce de tissu servant à porter et isoler), version japonaise de la gamelle.
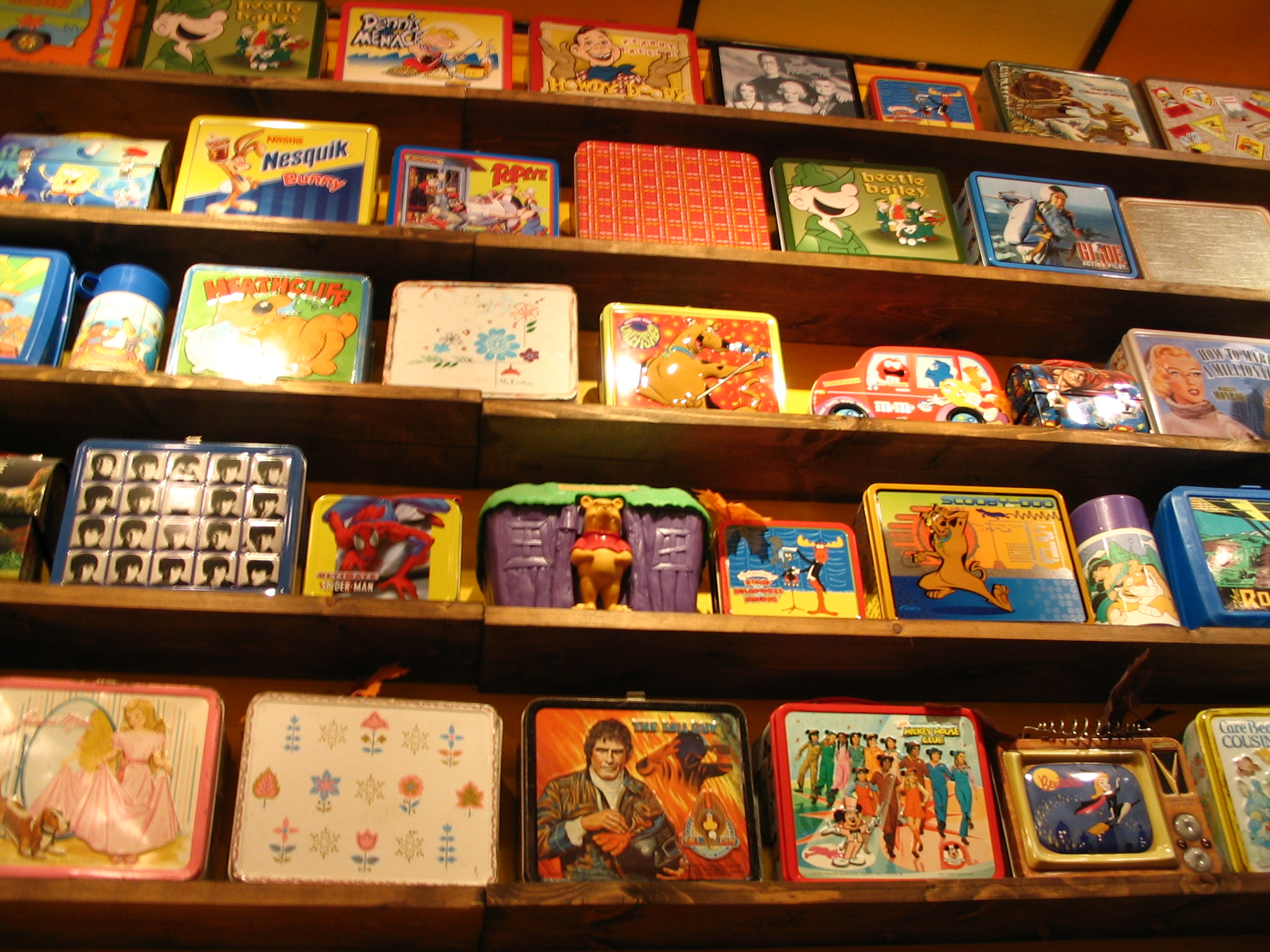
Étal de gamelles de fantaisie.
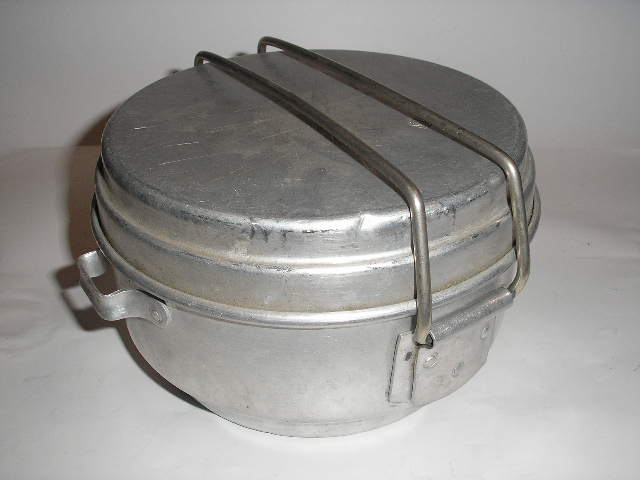
Gamelle polonaise.
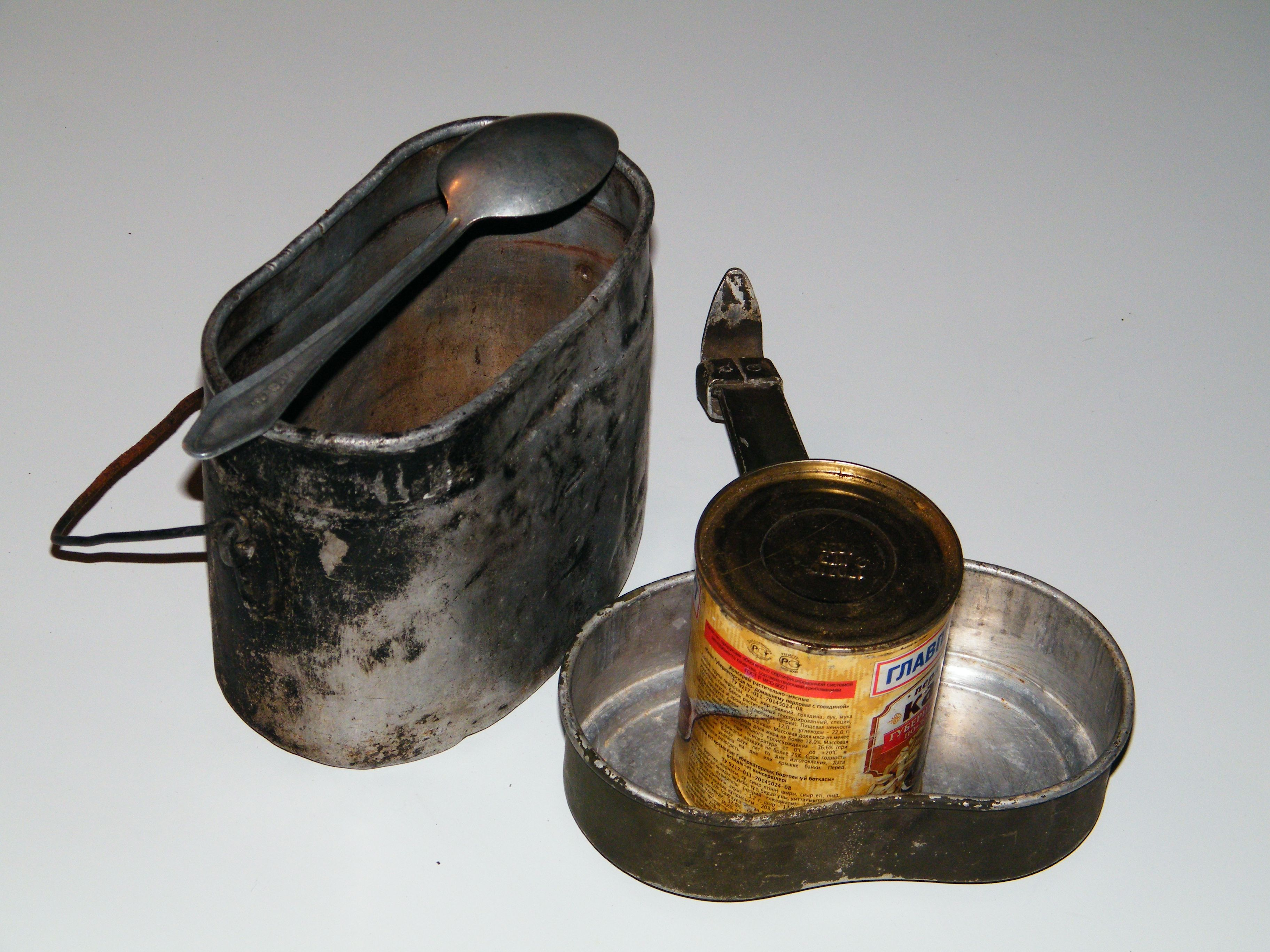
Gamelle soviétique.
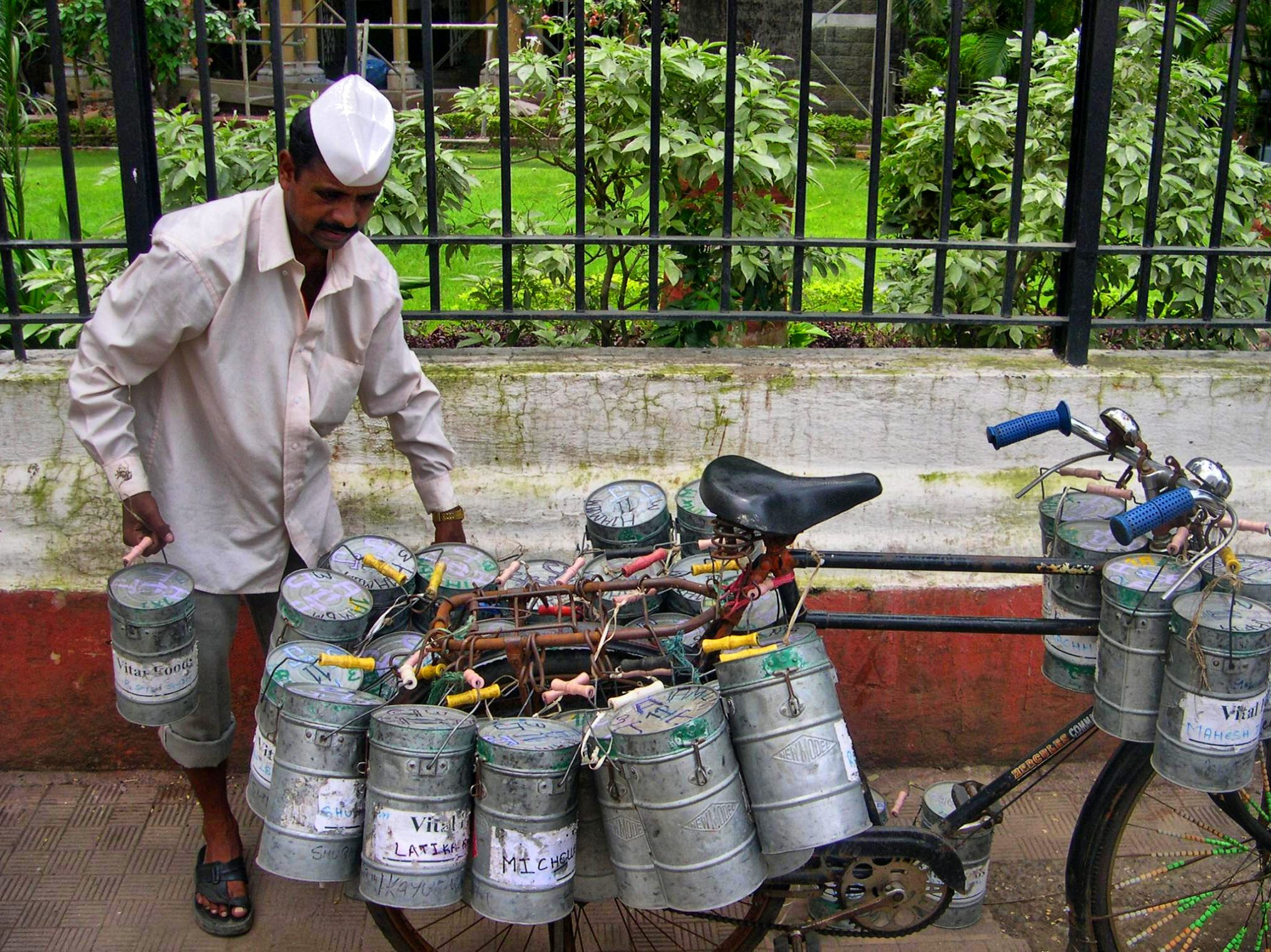
Porteur de quelques-unes des 400 000 gamelles quotidiennes en Inde du repas de midi.

La gamelle fait partie de la culture enfantine, « boîte à tartine » récupérée par les marques et qui crée une compétition sociale entre les parents, particulièrement aux États-Unis.
La gamelle fait partie de la culture ouvrière ; on en consomme le contenu entre ouvriers du même bord, à l’écart des chefs, « entre soi » ; on préfère même manger sa gamelle au vestiaire, assis par terre, plutôt que d’aller à la cantine où se côtoient cadres, employés et ouvriers. La cantine expose l’être humain à une confrontation avec d’autres, de sexe, de niveaux et de classes sociales parfois différents, ce qui peut poser un problème.
D’une certaine façon, la gamelle est à l’origine de la cantine, un local d’abord réservé pour y réchauffer et y manger le contenu de la gamelle. Peu à peu, de la soupe puis des repas ont été proposés dans la cantine, ce qui a amené la diminution d’emploi de la gamelle.
Elle reste surtout employée dans les randonnées, les bivouacs, les campings et au sein des armées.

## Utilisation animale

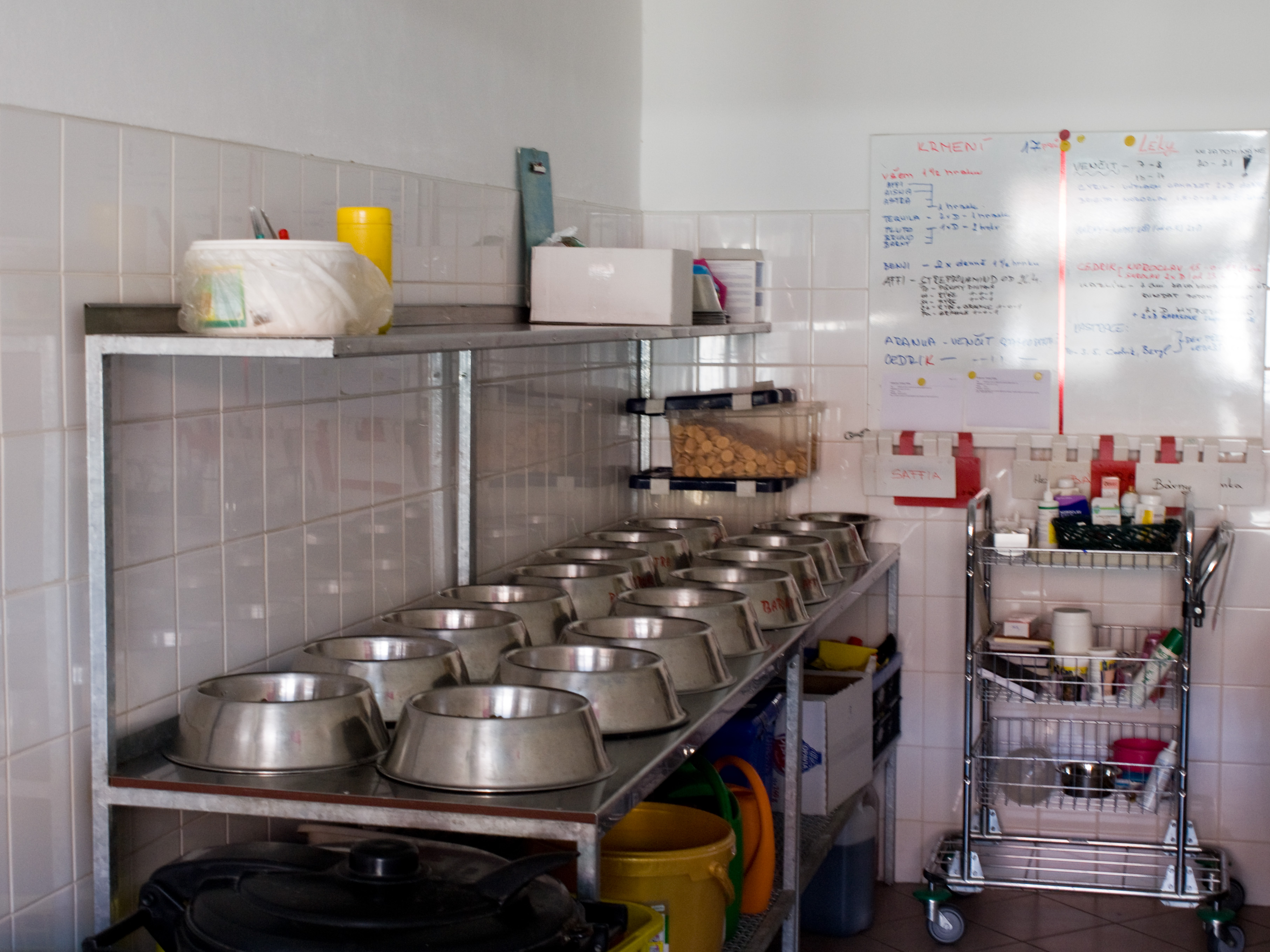
Gamelles pour chiens dans un élevage.

La gamelle, ou « écuelle », est un récipient utilisé pour contenir l'alimentation des petits animaux, comme la nourriture pour chats, pâtée ou granulés, ainsi que l'eau.

## Caractéristiques
Anciennement confectionnées en bois, puis en tôle émaillée, en fer battu, les gamelles sont, aux XXe et XXIe siècles, fabriquées en métal, généralement en aluminium, ou en plastique lorsqu’elles ne servent pas à la préparation des mets, pour assurer la facilité d'entretien tout en restant légères. 
À l'usage des animaux, la gamelle est stable et assez solide pour ne pas être renversée ou cassée. Les gamelles vendues pour les animaux de compagnie dans les animaleries pour des animaux impétueux sont évasées vers la base, en plastique ou inox. Celles destinées aux rongeurs et aux psittacidés sont en inox, verre épais, grès ou terre cuite émaillée pour résister aux dents ou aux becs acérés.
Elles sont souvent empilables ou encastrables, ce qui permet un gain de place.